# فريدريك و. ستوركو
فريدريك ويلفورد «ريك» ستوركو (بالإنجليزية: Frederick Wilford "Rick" Sturckow)‏ (ولد في 11 أغسطس 1961 في لا ميسا، الولايات المتحدة) مهندس وضابط متقاعد من قوات مشاة بحرية الولايات المتحدة ورائد فضاء سابق لوكالة ناسا وطيار تجاري فضائي. ستوركو سبق له السفر على متن مكوك فضاء في أربع بعثات. طار على إس تي إس-88 وإس تي إس-105 وإس تي إس-117 وإس تي إس-128 كقائد. جميع البعثات الأربع رست على محطة الفضاء الدولية مما يجعل ستوركو أحد شخصين قاموا بزيارة المحطة أربع مرات. تم تعيين ستوركو في وقت لاحق في مركز لندون بي جونسون للفضاء باعتباره مسئول اتصالات الكبسولة. غادر ناسا في عام 2013 ليصبح طيارا لشركة فيرجن غالاكتيك.
في أغسطس 1990 نقل إلى قاعدة الشيخ عيسى الجوية في البحرين لمدة ثمانية أشهر. طار ستوركو في ما مجموعه أربعين مهمة قتالية خلال عملية عاصفة الصحراء.